# خيسوس بلاسكو
خيسوس بلاسكو (بالإسبانية: Jesús Blasco)‏ هو فنان قصص مصورة وكاتب إسباني، ولد في 3 نوفمبر 1919 في برشلونة في إسبانيا، وتوفي بنفس المكان في 21 أكتوبر 1995.